# Солчава
Солчава (словен. Solčava) је насеље и управно средиште истоимене општине Солчава, која припада Савињској регији у Републици Словенији.
По попису становништва из 2011. године, насеље Солчава имало је 214 становника.